# Dendrides pallidus
Dendrides pallidus är en skalbaggsart som beskrevs av Dillon 1952. Dendrides pallidus ingår i släktet Dendrides och familjen långhorningar.
Artens utbredningsområde är Fiji. Inga underarter finns listade i Catalogue of Life.